# Deutsche Dante-Gesellschaft

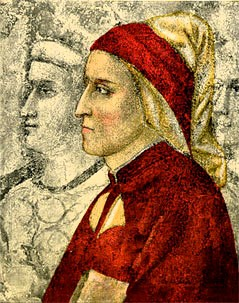
Fresque de Giotto représentant Dante

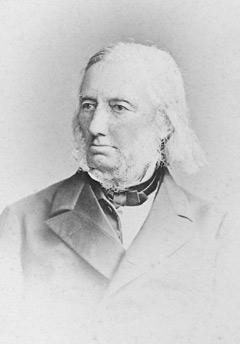
Photographie de Karl Witte, fondateur de la Deutsche Dante-Gesellschaft

La Deutsche Dante-Gesellschaft est une société savante à but non lucratif fondée à Dresde (capitale du royaume de Saxe) en 1865. Elle a pour but de promouvoir et de tenir vive la mémoire du poète italien Dante Alighieri.

## Histoire
L'association naît à Dresde en 1865 à l'initiative de Karl Witte, juriste et homme de lettres allemand, qui avait rédigé l'année précédente un article dans la Augsburger Allgemeine Zeitung, proposant de constituer une association dans le but d'instituer une bibliothèque spécialisée dans les études sur Dante, de fonder une revue et de promouvoir des éditions critiques des œuvres du poète. Une vingtaine d'intellectuels se réunissent donc à Dresde à son invitation, le 14 septembre 1865, pour constituer une association dans ce but. Elle a pour protecteur le prince Jean de Saxe (dit « Philalethes »). L'association publie une revue annuelle intitulée Deutsches Dante-Jahrbuch qui existe toujours.
Après la mort de Witte en 1883, les activités de l'association cessent. Elle ne se réunit plus et la bibliothèque de l'association est incorporée à la bibliothèque de l'université de Leipzig. Après quelques tentatives menées dès 1897 par Franz Xaver Kraus, l'association reprend vie en 1914 sous le nom de « Neue Deutsche Dante-Gesellschaft » sous la houlette du Dr Hugo Daffner qui en est le président. Elle est protégée par le prince Jean-Georges de Saxe. En 1921, son siège est installé à Weimar et elle reprend son nom d'origine de « Deutsche Dante-Gesellschaft ». La société se renove entièrement en 1927 sous la présidence de Walter Goetz, professeur d'histoire à Leipzig, tandis que la direction de la revue passe à l'historien Friedrich Schneider d'Iéna.
Après 1945 et la division de l'Allemagne en deux entités étatiques en 1949, l'unité de l'association n'est plus que formelle et son siège demeure à Weimar. Les membres résidant en République démocratique allemande se réunissent à Weimar, tandis que les résidents de la République fédérale allemande se réunissent tous les deux ans à partir de 1954 à Krefeld. En 1957, le siège juridique de l'association est fixé à Gräfelfing. Aujourd'hui le siège de l'association est à Munich.

## Présidents de la Deutsche Dante-Gesellschaft
- 1865–1883 Karl Witte
- 1914–1927 Hugo Daffner
- 1927–1949 Walter Goetz
- 1949–1972 Hans Rheinfelder
- 1972–1993 August Buck
- 1993–2005 Bernhard König
- 2005-2013 Winfried Wehle
- 2013 à ce jour Rainer Stillers